# Acrodactyla zekhem
Acrodactyla zekhem är en stekelart som beskrevs av Ian D. Gauld 1984. Acrodactyla zekhem ingår i släktet Acrodactyla och familjen brokparasitsteklar. Inga underarter finns listade i Catalogue of Life.